# Welthauptstadt Germania
Welthauptstadt Germania (magyarul: Germánia világfőváros) a Harmadik Birodalom tervezett fővárosa volt. Germania, ahogy megálmodói, Albert Speer birodalmi főépítész és Adolf Hitler nevezték, akik ezt a várost valóban a világ fővárosának szánták. Közösen tervezték meg, hogyan fogják majd a győztes háború után Berlint átépíteni, hogy méltó fővárosa legyen a birodalomnak. A korábban képzőművészettel is foglalkozó Hitler jó térlátással rendelkezett, Speer szerint a terveket, rajzokat is építészi színvonalon vázolta fel. Hitler élvezettel tervezgette új fővárosát, még akkor is, amikor már vereségekről és veszteségekről érkeztek hírek.

## Koncepció
A város alaprajzát egy hosszú észak-déli tengely határozta meg. Ez a sugárút lett volna a nagy katonai parádék helyszíne. Maga a sugárút 120 méter széles lett volna, így elegendő lett volna a hely. A tervek szerint a sugárút mindkét oldalát végig az ellenségtől zsákmányolt fegyverekkel díszítették volna. A tengely északi végén épült volna fel a kormányzati negyed, benne a Reichstag, a Führer palotája (Führerpalast), a Kancellária és a legnagyobb épület, a Volkshalle (Népcsarnok vagy Népek Csarnoka), másik nevén Große Halle (Nagy Csarnok) vagy  Ruhmeshalle (A Dicsőség Csarnoka). A tervekből a háború és később a nácizmus bukása miatt csak nagyon kevés valósulhatott meg: elkészült az Új Birodalmi Kancellária, az Olimpiai Stadion és részben a tengely. Az Új Birodalmi Kancellária viszont annyira megrongálódott, hogy a háború után a Kelet-Berlinbe került romhalmazt a szovjet hatóságok elbontották. A sugárút déli végénél állt volna a Diadalív, mely a maga 100 méteres magasságával elnyelhette volna magában a párizsi eredetit, hiszen kétszer lett volna magasabb. Ez lett volna az 5 km hosszú sugárút elején. A diadalív kapcsán egy hatalmas vasbetontömb is épült, melyet ma Schwerbelastungskörper (nehéz-terhelőtest) néven ismernek. A több mint 12 000 tonnás betonhenger 1941-ben épült azzal a céllal, hogy geológiai méréseket végezzenek általa, mennyire változik a talaj, ha egy diadalív tömegű épület épülne oda. Ha elkészül, a diadalívre kerültek volna a háborúban elesett német katonák nevei.
Miután az új városmag lényegében csak hivatali épületekből állt volna, az új főváros halott lett volna, mivel se lakásokat, se vendéglátóipari egységeket, se üzleteket nem terveztek ide, a hivatali idő után estére mindenki távozott volna belőle. Az egész komplexumnak a lenyűgözés lett volna a célja, ez olyannyira így volt, hogy a Wehrmacht tervezett épületében a grandiózus csarnokok mellett nem jutott hely az egyszerű irodáknak sem, ahol az adminisztratív és egyéb munkákat végezhették volna.
Az új fővárosnak a tervek szerint 1950-re kellett volna elkészülnie, ahol a háborús győzelmet ünnepelték volna, Németország a tengelyhatalmakkal együtt azonban elvesztette a háborút, a tervekből csak néhány épület és létesítmény valósult meg.

## Volkshalle

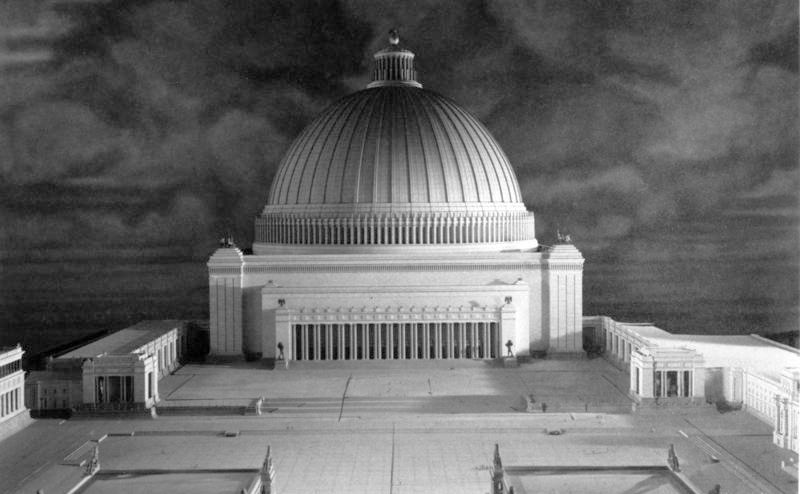
Volkshalle

A világ legnagyobb épületének szánták, hogy reprezentálja a birodalom hatalmát. Hitlert a római Pantheon inspirálta, mikor az épület tervezésébe fogott. Az épület a Szent Péter-bazilika mintájára épült volna, de nagyságrendekkel nagyobb méretben: több mint 290 méter magasan tört volna az égbe, a 250 méter átmérőjű kupola alatt 200 000 ember is elfért volna. Az épület homlokzata 1,5 km hosszan nyúlt volna el. A kupola tetején a Harmadik Birodalom jelképe, a sas terjeszti ki szárnyait, de nem a hagyományos horogkereszten áll, hanem egy földgömbön – ezzel is utalva a nácik világuralmi törekvéseire. A sas 320 méter magasan helyezkedett volna el. Hitler kívánsága szerint évente egyszer a leigázott népek vezetőinek kellene a kupola előtti téren állni és csodálkozni. Tervei szerint a csarnok az elkövetkezendő évszázadokban a nácik zarándokhelyévé vált volna, és halála után őt is ott temetik el. 
Bár soha nem épült fel, számos építész, köztük a börtönbüntetését töltő Albert Speer is kritikákat fogalmaztak meg a terv kivitelezhetőségéről. Egy ekkora csarnokban például teltház esetén könnyen beltéri eső is kialakulhatna, nem is beszélve az akusztikai problémákról.

## Megjelenése médiákban
Elsősorban alternatív történelmi regényekben és filmekben ábrázolják Germániát létező városként, ahol a második világháborút a tengelyhatalmak vagy Németország nyerte meg, a legismertebb ilyen történetek a Führer-nap és Az ember a Fellegvárban című regények. Ezek filmes feldolgozásaiban – A Harmadik Birodalom filmben és Az ember a Fellegvárban sorozatban – is feltűnnek Germánia egyéb épületei, a sorozatban az elképzelt Volkshalle animált grandiózus belső terei is láthatóak.